# Copa Telmex 2008
Copa Telmex 2008 — тенісний турнір, що проходив на ґрунтових кортах у місті Буенос-Айрес, Аргентина з 18 лютого . Належав до категорії International Series, був турніром серії Argentina Open 2008 року.

## Фінальна частина

### Одиночний розряд
Давід Налбандян —  Хосе Акасусо 3–6, 7–6(7–5), 6–4

### Парний розряд
Агустін Кальєрі /  Луїс Орна —  Вернер Ешауер /  Петер Лучак 6–0, 6–7(6–8), [10–2]